# Strawbs in Concert
Strawbs in Concert is de registratie van twee (delen van) concerten van de Britse band Strawbs. Door de verkoop van hun single Part of the Union is de populariteit van Strawbs enorm gestegen. Vandaar dat zij ook gevraagd worden voor een aantal sessies voor BBC in Concert-tv-programma. Deze liveopnamen komen pas in 1995 op de markt. Er zijn twee uitgaven:
1. de officiële Strawbs in Concert
2. de illegale Heroes are Forever.

## Strawbs in Concert
De cd valt in twee delen uiteen, want gedurende de tijd die er tussen de opnamen ligt wordt bijna de gehele samenstelling veranderd en ook de muziek is mee veranderd.

### Deel 1
Deel 1 is nog opgenomen in de samenstelling van Grave New World en Bursting at the Seams en bevat nog een grote invloed van folk. De opnamen dateren van 25 maart 1973.

#### Musici
- Dave Cousins – zang, gitaar
- Dave Lambert – zang, gitaar
- John Ford – zang, basgitaar
- Blue Weaver – toetsen
- Richard Hudson – slagwerk, zang

### Deel 2
Deel 2 is opgenomen in de samenstelling van het album Hero and Heroine en deze speelt alleen stukken van dat album. Opnamen dateren van 11 april 1974, toen genoemd album in de hitlijsten stond.

#### Musici
- Dave Cousins – zang, gitaar
- Dave Lambert – zang, gitaar
- Chas Cronk – zang, basgitaar
- John Hawken – toetsen
- Rod Coombes – zang, slagwerk

### Composities
1. New world
2. Sheep
3. Tears and pavan
4. The hangman and the papist
5. Benedictus
6. Heavy disguise
7. The river
8. Down by the sea
9. The winter and the summer
10. Part of the Union
11. Lay down (hierna volgt deel 2)
12. Autumn
13. Out in the cold
14. Round and round
15. Hero and heroine
16. Lay a little light on me / Hero’s theme

Het album bevat in Lay a little light on me een controversiële compositie. Er wordt in de albumversie gezongen over jonge mannen die masturberen; die strofe is hier weggelaten; het was niet in de zin van de BBC om dit uit te zenden. Hero's theme wordt niet genoemd, maar wordt wel degelijk gespeeld; Strawbs heeft na de albumversie een manier gevonden om de gitaarriff van Lambert tot een voor het oor acceptabel eind te brengen.
Origineel zou ook de track Just Love op het album verschijnen, maar is uiteindelijk weggelaten; dat heeft tot gevolg dat de componisten- en uitgeverslijst niet kloppen; die komen tot track 17, terwijl het album er maar 16 bevat. Bij de eerste persing staat Just Love nog wel vermeld.

### Tijdbalk
- Deel 1 van het album is opgenomen tussen de albums Bursting at the Seams en Hero and Heroine;
- Deel 2 van het album is opgenomen tussen de albums Hero and Heroine en Ghosts.

## Heroes are Forever
In tegenstelling tot Strawbs in Concert bevat deze bootleg beide complete concerten. Het is verschenen in 1990 in Luxemburg.

### Cd 1
Samenstelling band als deel 1 met composities:
Disc 1
1. New world (Cousins)
2. Sheep (Cousins)
3. Tears & Pavan (Cousins/Hudson/Ford)
4. The hangman and the papist (Cousins)
5. Benedictus (Cousins)
6. Heavy disguise (Ford)
7. The river (Cousins)
8. Down by the sea (Cousins)
9. The winter and the summer (Lambert)
10. Part of the union (Ford/Hudson)
11. Lay down (Cousins)

### Cd 2
Samenstelling band als deel 2 met composities:
1. Lay down (Cousins)
2. Autumn (Cousins/Hawken)
3. Tears and pavan (Cousins/Hudson/Ford)
4. Out in the cold (Cousins)
5. Round and round (Cousins)
6. Just love (Lambert)
7. Hero and heroine (Cousins)
8. The river (Cousins)
9. Down by the sea (Cousins)
10. Lay a little light on me (Cousins/Lambert)

## Bron
- Bijlage cd's
- (en) Strawbs in Concert